# Jaroslav Halák
Jaroslav Halák (ur. 13 maja 1985 w Bratysławie) – słowacki hokeista, reprezentant Słowacji, dwukrotny olimpijczyk.

## Kariera
- Slovan Bratysława U20 (2001–2004)
- HK Ružinov 99 Bratysława (1994–2000)
- HC Dukla Senica (2003–2004)
- Slovan Bratysława (2003–2004)
- Lewiston Maineiacs (2004–2005)
- Long Beach Ice Dogs (2005)
- Hamilton Bulldogs (2005–2008)
- Montreal Canadiens (2006−2010)
- St. Louis Blues (2010–2014)
  -  Lausitzer Füchse (2012)
- Washington Capitals (2014)
- New York Islanders (2014-)
- Boston Bruins (2018–2021)
- Vancouver Canucks (2021–2022)
- New York Rangers (2022-2023)

Wychowanek klubu HK Ružinov 99 Bratysława. Od czerwca 2010 roku zawodnik St. Louis Blues. Miesiąc później podpisał z klubem czteroletni kontrakt. W listopadzie w 2012 roku w okresie lokautu w sezonie NHL (2012/2013) związany kontraktem z niemieckim klubem Lausitzer Füchse. W klubie rozegrał jeden mecz. Od marca 2014 pierwotnie zawodnik Buffalo Sabres (w toku wymiany grupy zawodników między klubami; m.in. do St. Louis trafił za niego bramkarz Ryan Miller), następnie przekazany do Washington Capitals (w toku wymiany za innego bramkarza Michala Neuvirtha i jego rodaka, Czecha Rostislava Kleslę). Od kwietnia 2014 zawodnik New York Islanders. W maju 2014 podpisał z klubem czteroletni kontrakt. Od lipca 2018 zawodnik Boston Bruins. Pod koniec lipca 2021 ogłoszono jego transfer do Vancouver Canucks. Od lipca 2022 zawodnik New York Rangers. W lipcu 2025 ogłosił zakończenie kariery zawodniczej.
Uczestniczył w turniejach mistrzostw świata 2007, 2009, 2011, zimowych igrzysk olimpijskich 2010, 2014. W barwach zespołu Europy brał udział w turnieju Pucharu Świata 2016.

## Sukcesy

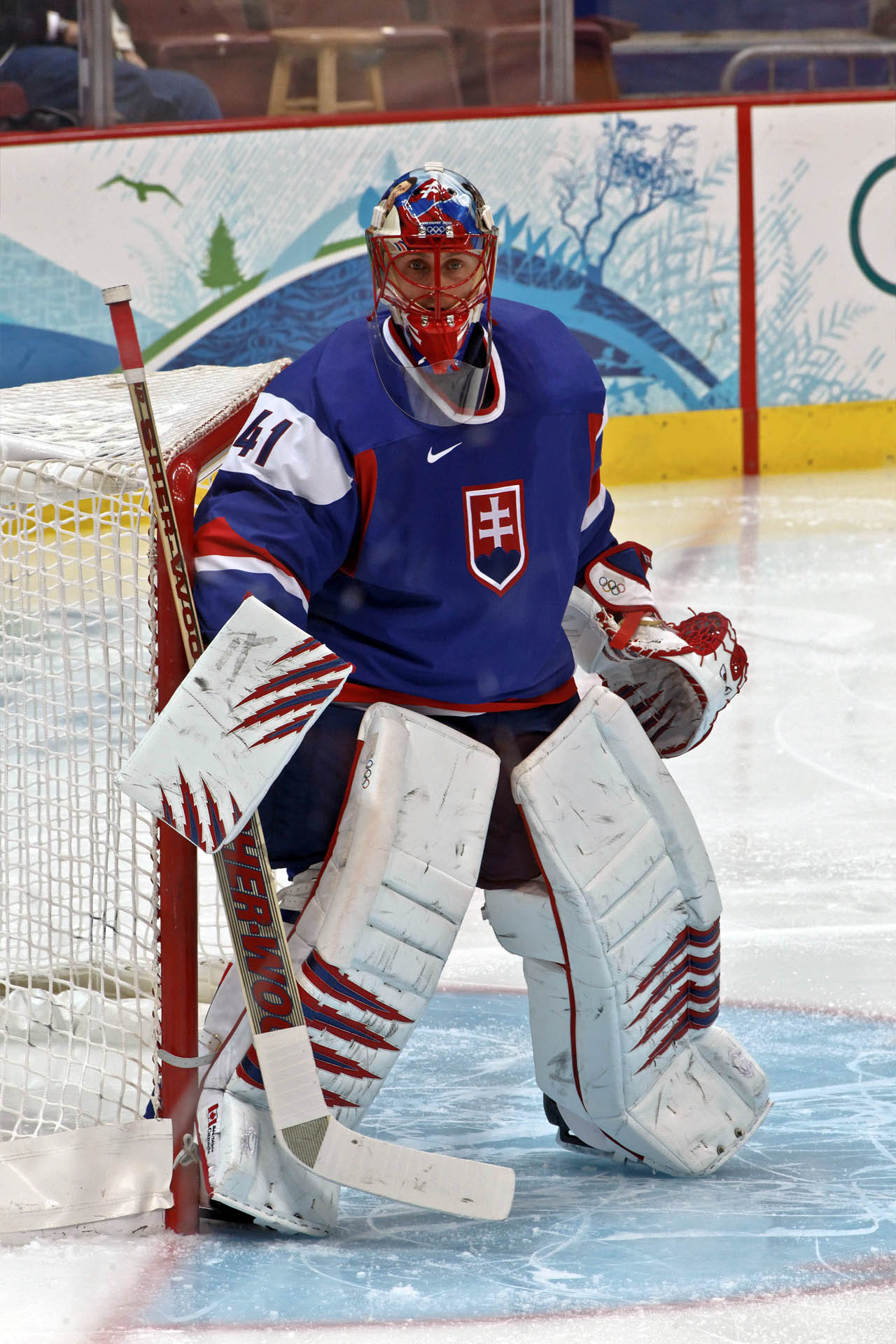
Jaroslav Halák w barwach Słowacji podczas ZIO 2010

Reprezentacyjne
- Srebrny medal mistrzostw świata juniorów do lat 18: 2003
- Finał Pucharu Świata: 2016 z kadrą Europy

Klubowe
- Brązowy medal mistrzostw Słowacji: 2004 ze Slovanem
- Puchar Kontynentalny: 2004 ze Slovanem
- Puchar Caldera: 2007 z Hamilton Bulldogs

Indywidualne
- Mistrzostwa świata juniorów do lat 18 w 2003:
  - Skład gwiazd turnieju
  - Najlepszy bramkarz turnieju
- AHL (2006/2007):
  - AHL All-Rookie Team
  - Pierwsze miejsce w klasyfikacji średniej goli straconych na mecz: 2,0
- NHL (2009/2010):
  - Czwarte miejsce w klasyfikacji skuteczności interwencji w sezonie zasadniczym: 92,4%
- NHL (2010/2011):
  - Piąte miejsce w klasyfikacji meczów bez straty gola w sezonie zasadniczym: 7
- NHL (2011/2012):
  - Piąte miejsce w klasyfikacji średniej goli straconych na mecz w sezonie zasadniczym: 1,97
  - Piąte miejsce w klasyfikacji meczów bez straty gola w sezonie zasadniczym: 6
  - William M. Jennings Trophy